# Unione dei comuni delle Mainarde
L'Unione dei comuni delle Mainarde è un ente locale sovracomunale, costituito il 15 giugno 2005 e dotato di autonomia statutaria, che riunisce i comuni di Cervaro, Sant'Elia Fiumerapido, San Vittore del Lazio, e Viticuso ubicati nella provincia di Frosinone.
L'unione ha una superficie complessiva di 128,39 km² e conta 21 187 abitanti. La sede è fissata nel comune di Cervaro.
L'ente si propone gli obiettivi di integrazione dell'azione amministrativa fra i comuni e lo sviluppo socioeconomico del territorio.